# Klávesnice (technika)

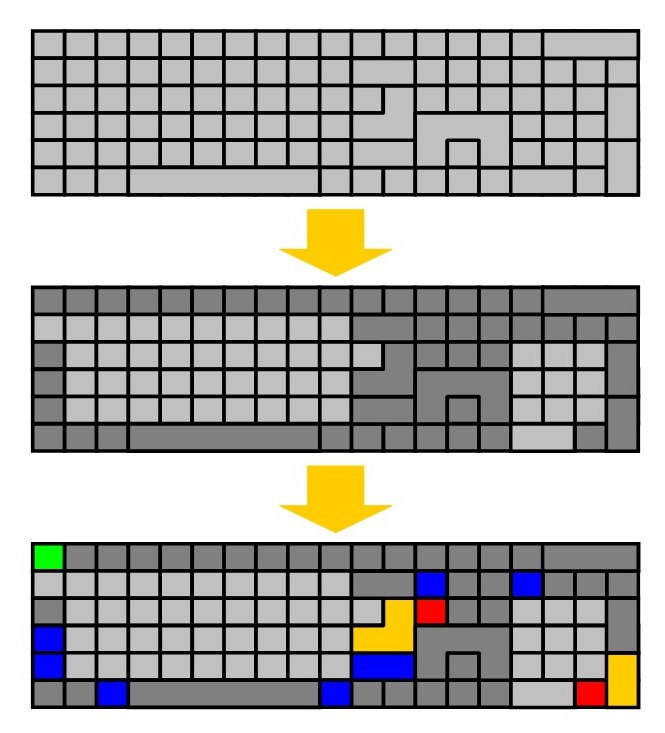
Tonální odlišení znakových a barevné odlišení kláves některých funkcí podporuje rychlejší a spolehlivější zaučení i užívání.

Klávesnice je soustava ovladačů (kláves) někdy spojená se sdělovači u strojů nebo přístrojů.

## Druhy klávesnic

### dle materiální podstaty
- hardwarová klávesnice – s fyzickými klávesami
- softwarová klávesnice – zobrazená na displeji a ovládaná pomocí polohovacího zařízení (dotykový displej, myš,...)

### dle konektivity
- drátové/kabelové (PS/2, USB)
- bezdrátové (WiFi, bluetooth)

### dle zobrazení označení

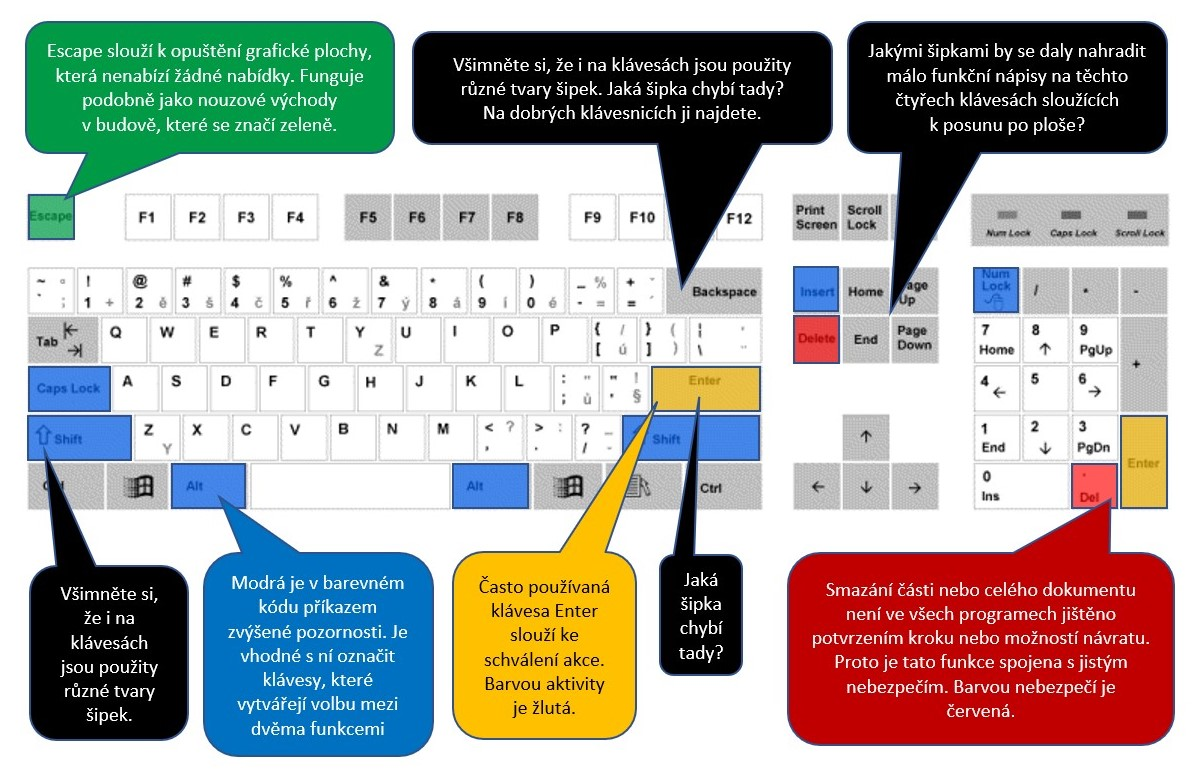
Ukázka školního naučného listu pro úpravu a kontrolu kvalit klávesnice

- pozitivní (optimální pro většinu běžných činností), označení např. QWERTZ+

- negativní (vhodné pro přístroje, jejichž program používá jen negativní zobrazení na displeji), označení např. QWERTZ-[1]

### dle účelu

#### alfanumerické klávesnice (převážně unifikované)
Alfanumerické klávesnice umožňují zadávat písmena i číslice, např.
- klávesnice psacího stroje nebo dálnopisu,
- klávesnice počítačů a některých mobilních telefonů.

Mají různé rozložení kláves, dané
- rozložením základních písmen QWERTY, QWERTZ, AZERTY aj.
- a dalších znaků: české, slovenské, mezinárodní/anglické (Spojené státy), anglické (Spojené království) aj.
- a jejich vzájemnou kombinací: např. české (QWERTZ) × české (QWERTY).

#### numerické klávesnice (převážně unifikované)
Numerická klávesnice (angl. numpad či keypad) slouží primárně k zadávání číslic, popř. početních operací, např.
- numerická klávesnice počítače – Není-li aktivován Num Lock, slouží číselné klávesy pro pohyb kurzoru. Podobně to může fungovat i u některých telefonů.
- klávesnice kalkulačky
- klávesnice telefonu – U některých (zejm. mobilních) telefonů umožňuje psaní písmen a dalších znaků postupným opakovaným stiskem kláves, popř. prediktivním vkládáním textu (např. pomocí slovníků T9, iTap, eZiText nebo LetterWise/WordWise).
- klávesnice některých mobilních terminálů
- klávesnice výtahu
- klávesnice prodejního automatu

#### ostatní klávesnice (převážně neunifikované)
- piktografická klávesnice – Jednotlivé klávesy mají specifickou hodnotu vyjádřenou obrázkem či piktogramem (např. na automatických potravinářských váhách).
- zvonková klávesnice (též zvaná zvonkové tablo) domovních zvonků

Neunifikovaných klávesnic různých přístrojů je velké množství.
Klávesnice může spadat i do více kategorií najednou – např. klávesnice dálkového ovládání je numerická a piktografická.

## Ergonomie klávesnic
Fyzická ergonomie spočívá v nastavení úhlu kláves vůči přístupu obou rukou, ve velikosti, hloubce stisku a kontrolní odezvě kláves.
Kognitivní ergonomie spočívá ve struktuře vzájemného rozložení jednotlivých kláves, čitelnosti a srozumitelnosti jejich označení, funkční, užití grafických symbolů zejména šipek) podle norem ISO a funkční podpoře obecným barevným kódem. Jde o znaky uživatelsky přátelské klávesnice se také vyznačuje shodou rozložení kláves na přístrojích shodných funkcí (telefony, kalkulačky ad.).